# Morteza Ghijasi
Morteza Ghijasi (pers. مرتضی قیاسی; ur. 7 kwietnia 1995) – irański zapaśnik walczący w stylu wolnym. Olimpijczyk z Tokio 2020, gdzie zajął ósme miejsce w wadze 65 kg.
Brązowy medalista mistrzostw Azji w 2021. Triumfator wojskowych MŚ w 2021. Brązowy medalista igrzysk solidarności islamskiej w 2021. Drugi w Pucharze Świata w 2019 roku.